# Brume

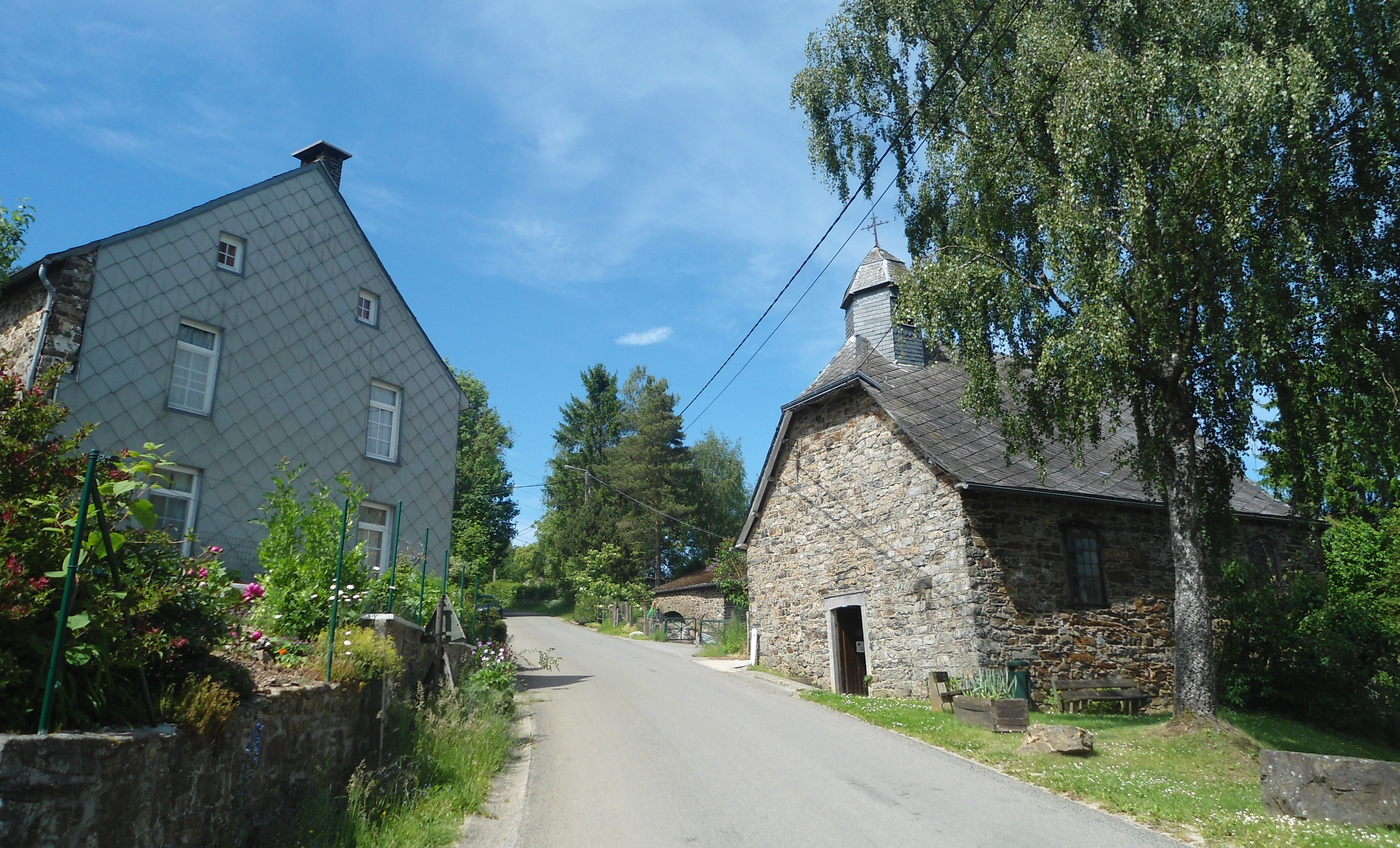
De kapel Saint-Hilaire in Brume

Brume is een gehucht in de Belgische provincie Luik in de gemeente Trois-Ponts. Het gehucht behoorde voor 1970 tot de toenmalige gemeente Fosse, tegenwoordig een deelgemeente van Trois-Ponts.
Dit gehucht ligt in de Ardennen op de westelijke helling van de vallei van de Amblève op een hoogte variërend tussen 400 meter en 450 meter en 2,5 kilometer ten noordwesten van het centrum van Trois-Ponts. De meeste woningen zijn oude boerderijen in zandsteen. Een boerderij is nog actief. In het midden van het gehucht, is de kapel Saint-Hilaire gebouwd in zandsteen en kalksteen en bekroond met een zeshoekige toren. Bij Brume liggen de spaarbekkens van de waterkrachtcentrale van Coo-Trois-Ponts.

## Wielrennen
Het gehucht is gekend van de Côte de Brume, een helling gebruikt in een aantal wielerwedstrijden, die onder meer werd aangedaan in Luik-Bastenaken-Luik 2019. De Côte de Brume vertrekt vanuit het centrum van Trois-Ponts langs de Rue des Villas en stijgt langs Brume tot aan de stuwmeren boven Coo. De helling met een lengte van 2,7 km overbrugt 215 hoogtemeters met een gemiddeld stijgingspercentage van 8,1% en uitschieters tot 13,7% over een lengte van 200 meter. 
Côte de Saint-Roch · Col de Haussire · Côte de Mont-le-Soie · Côte de Wanne · Côte de Stockeu · Côte de la Haute-Levée · Col du Rosier · Côte de Desnié · Côte de la Redoute · Côte de Cornemont · Côte des Forges · Côte de la Roche-aux-Faucons

Voormalige beklimmingen: Côte de Ny · Côte de la Roche-en-Ardenne · Côte de la Vecquée · Côte du Maquisard · Mont Theux · Côte de Sprimont · Côte de Colonster · Côte du Sart-Tilman · Côte de Saint-Nicolas · Côte de la Rue Naniot · Ans